# Tiris Zemmour
Le Tiris Zemmour est la région administrative (wilaya) la plus septentrionale de la Mauritanie. Entourée par le Sahara Occidental, l'Algérie et le Mali, c'est une vaste étendue désertique, difficile d'accès. Sa capitale est Zouerate.

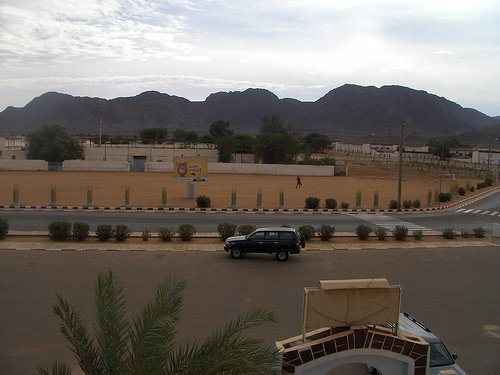
Une rue de la capitale régionale de Zouérat

## Géographie
Le Tiris Zemmour est une vaste étendue désertique soumise au régime des alizés puisqu'il est traversé par le tropique du Cancer. La piste impériale relie Choum à Bir Moghreïn en passant par F'Derick. Le paysage est monotone, plat, relevé de dunes de sable et de quelques montagnes de faible altitude. Les températures y sont très élevées avec une humidité relative proche de zéro. La pluie est anecdotique mais permet cependant le maintien du remplissage des gueltas. 
En 1973, trois jours de pluie ininterrompue ont fait reverdir le désert. En tombant trop au nord, elle a provoqué des migrations des troupeaux du sud ; la raréfaction récurrente et rapide de la végétation a entraîné la mort de nombreux animaux.
Les ressources minérales sont principalement des salines (Sebkhra d'Idjill), et les mines de fer de la Kédia d'Idjil ou des guelbs à magnétite.
La végétation, rare sur ces zones de fech-fech, se compose de cram-cram, une herbe, d'acacias gommiers ou d'épineux et de tamaris.
La faune est assez variée : gazelles, fennec, chacal, gerboise, souris, outarde, corbeau, vipère à cornes, gecko et lézard, bousiers, scorpion, tarentule, mouches, grillon, blatte. Lors des pluies, de petits animaux préhistoriques ressemblant à des limules, sortent de terre pour nager dans les flaques. En 1965, des cigognes en migration se sont reposées à Zouérate. Dans les années 1970, des vols de criquet pèlerin ont perturbé la cité.
Le sud du Tiris Zemmour est encore traversé par des caravanes de dromadaires. Les troupeaux de moutons et de chèvres ne sont pas rares. L'âne est l'animal de bât par excellence.
Au nord de F'Derick, en allant vers Laayoune, on passe successivement la sebkhra d'Idjill (extraction de barres de sel), la montagne de Mijik, la montagne Agsumal (qui ressemble à un kiosque de sous marin) puis arrive une vaste cuvette parsemée d'acacias. 
Toute la région porte la trace d'anciens lacs sur le bord desquels on trouve de nombreux outils paléolithiques, des gravures et peintures rupestres, ou à même le rocher. Un peu plus à l'ouest, dans l'ex Sahara espagnol, les montagnes du diable montraient des peintures rupestres. Elles ont été abimées par des produits chimiques utilisés pour qu'elles apparaissent mieux en photographie.

## Histoire
Historiquement, comme la région de Dakhlet Nouadhibou et de l'Inchiri, elle fait partie de cet espace sahraoui qui correspond au nord de la Trab al-Baydan, la zone de culture hassanya, qui unit Guelmim et Mhamid au Maroc aux portes de l'Adrar et des steppes sablonneuses du Trarza dont les cultures sont intermédiaires entre celle du Tagant et des Maures sahéliens.
Cette vaste région correspond à la zone de transit du Polisario, puisque sa traversée est impérative pour relier la zone de cessez-le-feu du Sahara occidental (derrière le Mur des sables) à la wilaya algérienne de Tindouf où sont implantés les camps de réfugiés sahraouis et la direction de l'organisation de guérilla.

## Organisation territoriale

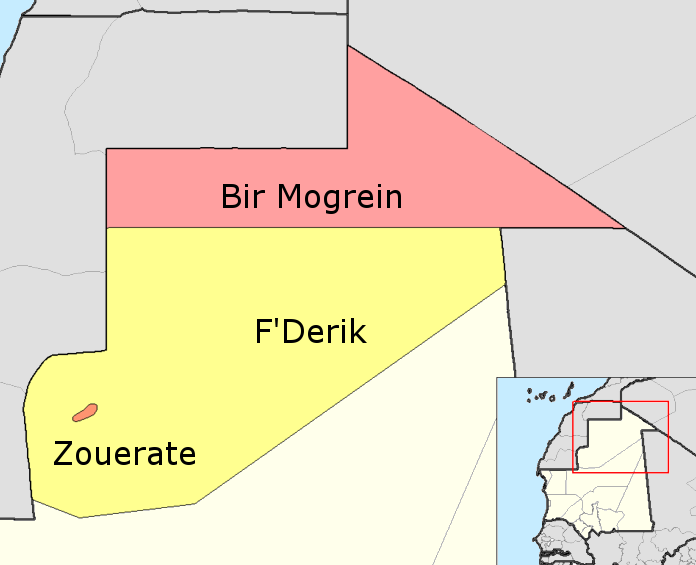
Départements de Tiris Zemmour.

La région de Tiris Zemmour est composée de quatre communes qui font également office de départements :
- Zouerate (capitale de région)
- Bir Mogrein
- F'Derick
- Ain Ben Tili

## Population
Lors du Recensement général de la population et de l'habitat (RGPH) de 2000, le Tiris Zemmour comptait 38 360 habitants. En 1970, la densité de population était de 0,1 habitant au kilomètre carré, alors que la densité au sud était de 10.
L'habit typique du beïdane est le boubou ample bleu très clair en coton, agrémenté d'une poche de poitrine brodée, de la chéchia noire (turban protégeant le visage du sable),du sarouel (le bragoù breton, mais noir) et des samaras (voir Atar). Les femmes portent le boubou noir. La couleur a fait son apparition récemment.
Les gens qui vivent longtemps dans ce type de région tombent rarement malades. Le retour dans les pays européens provoque souvent des allergies. La vaccination recommandée est pour la fièvre jaune.